# Route 750 (Nouveau-Brunswick)
Pour les articles homonymes, voir Route 750.
La route 750 est une route locale du Nouveau-Brunswick située dans l'extrême sud-ouest de la province, au nord de Saint-Stephen. Elle traverse une région essentiellement boisée. De plus, elle mesure 19 kilomètres, et est pavée sur toute sa longueur.

## Tracé
La 750 débute sur la route 170, l'ancienne route 1, au nord-est de Saint-Stephen, tout près de l'aéroport de la ville. Elle commence par se diriger vers le nord en passant sous la route 1, puis à Moores Mills, elle bifurque vers le nord-est. Elle continue ensuite sa route vers le nord-est jusqu'à Honeydale, où elle se termine sur la route 755. 

## Intersections principales
| route 750          |               |    |                                      |                          |
| Comté              | Location      | km | Intersection/Destinations            | Notes                    |
| Comté de Charlotte | Saint-Stephen | 0  | R-170, Saint-Stephen, Waweig         | extrémité sud de la 750  |
| Comté de Charlotte | Moores Mills  | 9  | vers R-3, Saint-Stephen, Fredericton |                          |
| Comté de Charlotte | Honeydale     | 19 | R-755, Andersonville (en), Oak Bay   | extrémité nord de la 750 |